# 31 v.Chr.

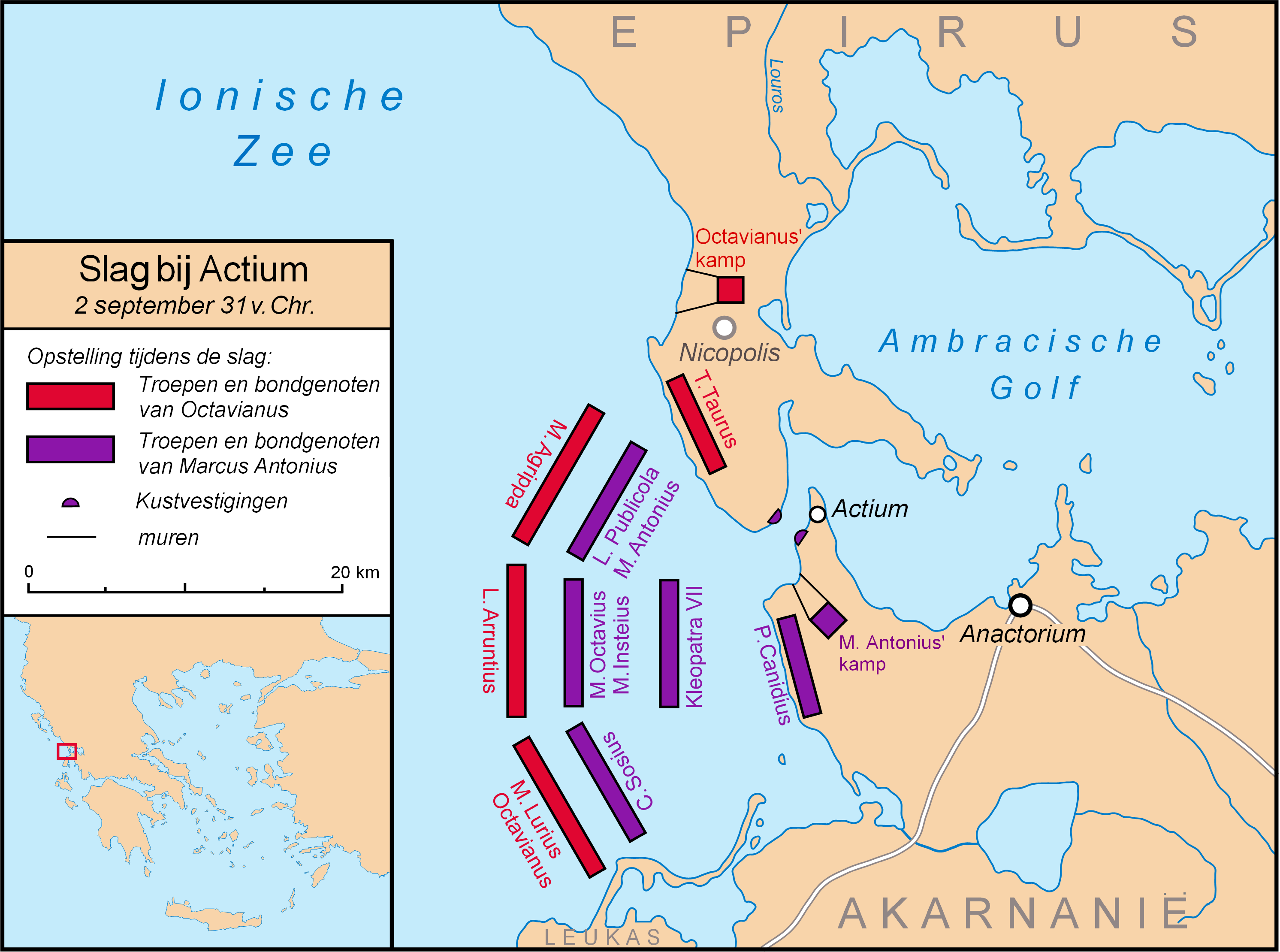
Zeeslag bij Actium

Het jaar 31 v.Chr. is een jaartal in de 1e eeuw v.Chr. volgens de christelijke jaartelling.

## Gebeurtenissen

### Italië
- In Rome wordt Gaius Julius Caesar Octavianus voor de derde maal gekozen tot consul van het Imperium Romanum.
- Octavianus Caesar landt met een Romeins expeditieleger (15 legioenen) in Dalmatia en vestigt een bruggenhoofd aan de Ambracische Golf (Epirus).
- Marcus Vipsanius Agrippa bezet met zijn vloot strategische steunpunten in de Golf van Korinthe en blokkeert de bevoorradingsroutes van Antonius.
- 2 september - Slag bij Actium: Octavianus verslaat aan de Griekse westkust bij Actium, de Romeinse vloot (220 quinquereemen) van Marcus Antonius en Cleopatra VII Einde van de Romeinse Burgeroorlog.
- De Egyptische vloot (60 schepen), waaronder Cleopatra's oorlogsgalei Antonias met de koninklijke schatkist aan boord ontsnapt naar Egypte.
- Antonius' bondgenoten (o.a. Herodes de Grote) sluiten een vredesverdrag met Rome. Het Romeinse leger (19 legioenen) geeft zich in Griekenland over aan Octavianus.
- Octavianus laat Nicopolis "Stad van de Overwinning"  bouwen, de bewoners van Lefkada worden verplicht naar de stad te verhuizen.

### Numidië
- Bogud II sneuvelt tijdens een opstand in Methone (Messenië) tegen Antonius. Mauretania wordt ingelijfd bij de Romeinse Republiek.

### Palestina
- Een aardbeving richt in Judea veel schade aan, onder meer in Qumran en in het winterpaleis bij Jericho van Herodes de Grote.

### Mexico
- In de omgeving van Tres Zapotes (huidige Veracruz), wordt door de Mixe-Zoque een gedenksteen van de "Lange telling" opgericht.
- Volgens een religieuze cyclus, begint de Mayakalender op 11 augustus van het jaar 3114 v.Chr. in de gregoriaanse kalender.

### China
- Nieuwe vormen van verering werden uitgevonden om de populaire god Dian te linken aan de heersende Han-dynastie. Dit verzekerde het hemels mandaat voor de keizer.

## Overleden
- Bogud II, koning van Mauretania